# Evangelista de Predis
Evangelista de Predis (zm. w 1491 r.) – włoski malarz renesansowy, brat Ambrogia, Cristofora i Bernardina de Predis, współpracownik Leonarda da Vinci w jego szkole.
Prowadził wspólnie z braćmi Cristoforem i Ambrogiem pracownię w Mediolanie. W kwietniu 1483 Leonardo zamieszkał u braci de Predis, a ich współpraca zaowocowała stworzeniem dzieła Madonna w grocie, za której wykonanie otrzymali 1200 lirów. Pierwsza wersja tego obrazu została ukończona ok. 1486 roku. W umowie Leonardo został wymieniony jako mistrz, a Evageliście i Ambrogiowi nie nadano tytułów. Dzięki temu Evangelista prawdopodobnie został współpracownikiem Leonarda w jego warsztacie, gdzie pracował aż do swojej śmierci.